# Селахи, Линдон
Линдон Селахи (алб. Lindon Selahi; 26 февраля 1999 года, Намюр, Бельгия) — албанский футболист, играющий на позиции полузащитника в клубе «Риека». Выступал за национальную сборную Албании.

## Карьера в сборной
Молодёжные
Линдон Селахи родился в Бельгии, его семья албанского происхождения из Северной Македонии, его бабушка и дедушка покинули Македонию в конце 50-х годов, а затем переехали в Бельгию в 60-х. Семья Селахи по-прежнему живёт в Бельгии. Селахи сыграл один матч за юниорскую сборную Бельгии. Позднее он встал перед выбором за какую сборную выступать: Косово, Албания, Бельгия и Северная Македония, и решил представлять Албанию. Получил албанский паспорт в 2018 году. Сыграл 5 матчей за молодёжные сборные Албании.
Основная
Линдон Селахи дебютировал за национальную сборную Албании 14 октября 2019 года выйдя на замену в отборочном матче Евро-2020 против Молдавии.

### Матчи за сборную
| № | Дата            | Оппонент | Счёт | Голы | Пасы | Карточки | Минуты | Соревнование             |
| - | --------------- | -------- | ---- | ---- | ---- | -------- | ------ | ------------------------ |
| 1 | 14 октября 2019 | Молдова  | 4:0  | —    | —    | —        | 1'     | Отбор ЧЕ-2020 (группа H) |

Итого: сыграно матчей: 1 / забито голов: 1; победы: 1, ничьи: 0, поражения: 0. eu-football.info.

## Достижения

### Командные
«Стандард»
- Обладатель Кубка Бельгии по футболу: 2017/18